# Nemorilla
Nemorilla – rodzaj muchówek z rodziny rączycowatych (Tachinidae).

## Wybrane gatunki
- N. chrysopollinis Chao & Shi, 1982[1]
- N. floralis (Fallén, 1810)[3]
- N. insolens Aldrich & Webber, 1924[2]
- N. maculosa (Meigen, 1824)[1]
- N. parva (Coquillett, 1897)[2]
- N. pyste (Walker, 1849)[2]